# 后所镇
后所镇，是中华人民共和国云南省曲靖市富源县下辖的一个镇。
2014年3月3日，云南省人民政府批复同意将后所镇洗洋塘村调整归胜境街道管辖。

## 行政区划
后所镇下辖以下地区：
迤后所社区、法凹村、庆云村、栗树坪村、小冲村、卡泥村、双诺村、杨家坟村、外后所村、老牛场村、阿依诺村和岩上村。